# 韬光养晦
韬光养晦是中共第二代领导核心邓小平于1990年提出的外交方针，全句是“冷静观察，稳住阵脚，沉着应付，韬光养晦，善于守拙，决不当头，有所作为”，共28个字，是邓小平外交思想的一部分。

## 简介
邓小平在1980年代末1990年代初，多次使用“韬光养晦”这个词。当时国际国内的一些人认为，中国应带头扛起社会主义阵营的大旗，主张“只有中国才能救社会主义”。邓小平提出“韬光养晦，有所作为”。

## 评论
一些学者主张中国已经走到“世界舞台的中心”，要开始“定规矩”，与美国“分庭抗礼”或“共治天下”；过去主要讲“韬光养晦”，现在应侧重“有所作为”，甚至“大有作为”。也有学者主张，韬光养晦并非“权宜之计”，必须长期坚持。

## 后续
有评论认为，习近平自2012年出任中国共产党总书记以来，外交方针已经从邓小平强调的「韬光养晦、有所作为」，更改了具有攻击性的「战狼外交」。2023年3月6日，习近平看望参加中国人民政治协商会议的中国民主建国会工商联界委员期间提出，“面对国际国内环境发生的深刻复杂变化，必须做到沉着冷静、保持定力，稳中求进、积极作为，团结一致、敢于斗争。”